# Nước tiểu bò
Nước tiểu bò hay còn gọi là Gomutra (Gōmūtra) chỉ về nước tiểu của những con bò cái là một dung dịch nước để chữa bệnh theo y học truyền thống của Ấn Độ từ lâu đời, nó gắn với niềm tin tín ngưỡng về con bò cái vốn được cho là loài thần thánh. Những người sùng bái đạo Hindu tại Ấn Độ tin rằng uống một cốc nước đái bò còn ấm trước lúc bình minh sẽ giúp họ khỏi mọi bệnh tật, kể cả ung thư, nước đái bò có thể chữa lành bệnh tiểu đường, u, lao, các vấn đề về dạ dày và nước đái bò còn được cho là giải pháp hữu hiệu để trị bệnh hói đầu.

## Niềm tin
Những tín đồ đạo Hindu tin rằng, uống một cốc nước tiểu ấm trước bình mình từ những con bò cái chưa giao phối có thể chữa những bệnh hiểm ác. Thậm chí, nhóm người này còn khẳng định, thứ thần dược đó có thể chữa được nhiều bệnh khác nữa. Theo họ, nước tiểu bò có thể chữa ung thư, tiểu đường, u ác tính, lao, dạ dày và thậm chí cả hói đầu. Một chủ trang trại bò sống ở thành phố Agra bang Uttar Pradesh, phía bắc Ấn Độ từng bị tiểu đường. Bệnh tình bắt đầu giảm xuống khi uống nước tiểu của bò. Hiện tại, căn bệnh này đã được anh kiểm soát tốt và các chỉ số đều ở ngưỡng cho phép. Họ sùng bái bò như một loài vật linh thiêng, mang lại sự thịnh vượng và đây là tập quán uống nước tiểu bò chưa qua giao phối truyền thống ở Ấn Độ.
Người theo đạo Hindu tin rằng chỉ có hai thứ nước tinh khiết nhất thế giới là nước sông Hằng và nước tiểu của một con bò cái. Nước tiểu của bò đã được đề cập trong sách kinh Hindu cổ đại. Nó là một món quà thiêng liêng và ai cũng tin tưởng những tác dụng tốt của thứ nước thánh này. Ramesh Gupta một tu sĩ đạo Hindu cho rằng: "Có hai thứ tinh khiết nhất trong vũ trụ và thế giới này. Một là nước từ sông Hằng và hai là nước tiểu của mẹ bò vĩ đại". Con bò cho nước tiểu phải là bò đồng trinh, chưa sinh bê. Ngoài ra, nước đái của nó phải được lấy trước khi mặt trời mọc thì mới có tác dụng tốt nhất"
Các tín đồ Hindu ở Ấn Độ coi bò là linh vật và tin rằng uống nước tiểu của bò sẽ giúp ngăn ngừa được nhiều loại bệnh tật. Loại nước tốt nhất là từ một con bò cái chưa giao phối lần nào và phải lấy trước lúc bình minh. Nhiều người đã đứng chờ để hứng nước tiểu bò và uống ngay tại chỗ. Và việc đầu tiên vào buổi sáng chính là hứng nước tiểu của một con bò cái và uống ngay tại chỗ. Nhiều người dân sống ở Ấn Độ cũng tin vào thứ nước thần thánh này. Họ tập trung và nhiều trang trại khác vào mỗi buổi sáng để chờ hứng nước tiểu bò.
Một người đã uống nước tiểu bò trong hơn 10 năm nay đã khẳng định về lợi ích của nước tiểu bò còn trinh tiết đối với sức khỏe con người. Ở thành phố Agra, miền Bắc Ấn Độ, rất nhiều người tập trung ở trang trại bò DD Singhal để xếp hàng chờ được "chữa bệnh" bằng thứ thần nước từ bò. Nước tiểu từ bò cái Ấn Độ được cộng đồng đạo Hindu, một tôn giáo chính tại quốc gia này, cho là linh thiêng và hiện đang được tiêu thụ vô cùng tốt. Nhiều người tin rằng nước tiểu có công dụng tốt nhất khi được lấy vào buổi sáng, lúc mặt trời chưa mọc.

## Lợi ích

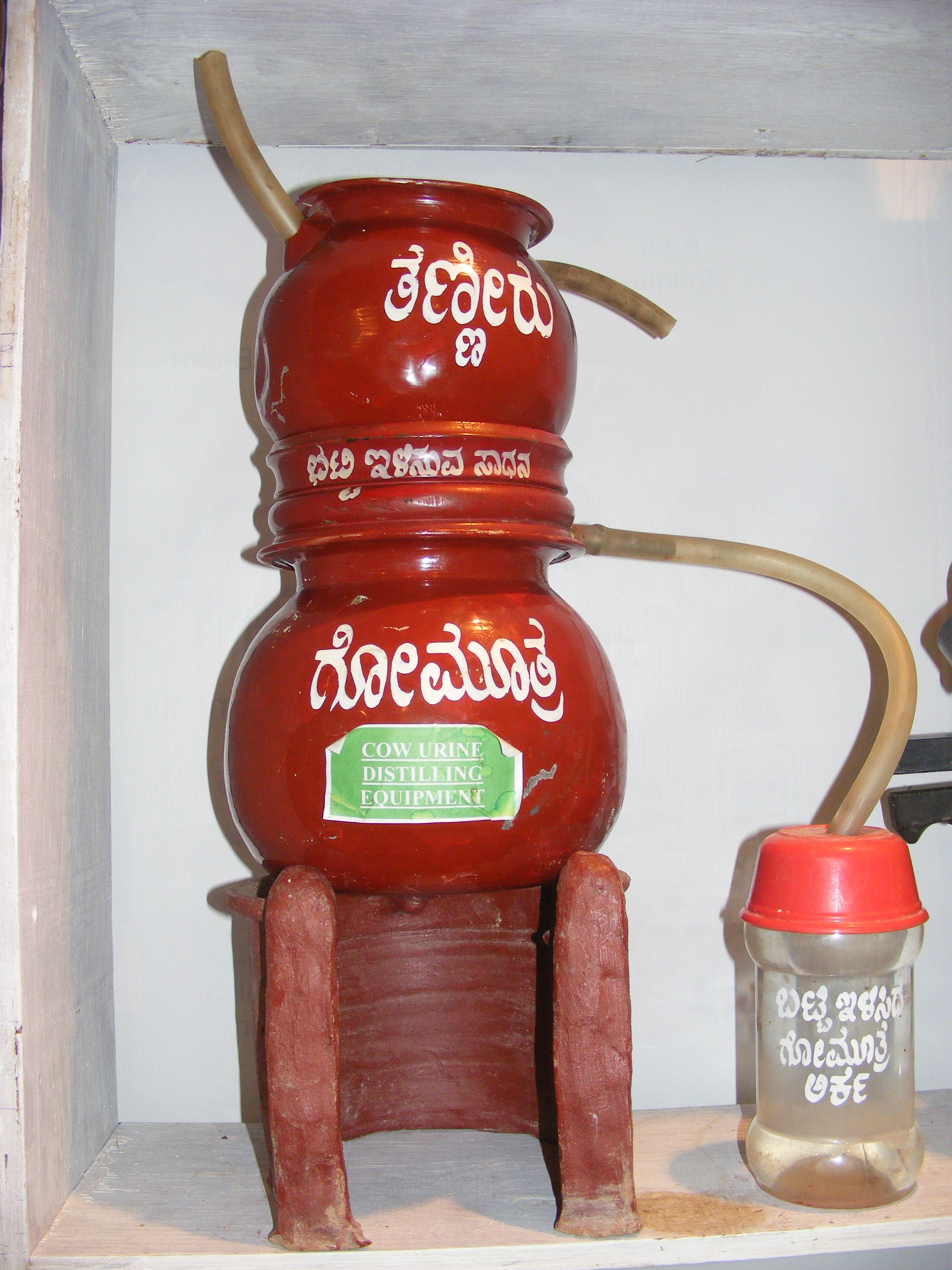
Hệ thống chưng cát nước tiểu bò ở Ấn Độ

Cộng đồng những người tập Yoga, những người theo đạo Hindu và nhiều chuyên gia y học cổ truyền Ấn Độ đều cho rằng nước tiểu bò cái (Gomutra) có đặc tính trị bệnh cao cũng như có lợi cho sức khỏe. Nhận định này đã in sâu vào tâm trí người Ấn Độ với hệ thống chữa bệnh cổ truyền đã được phát triển hàng nghìn năm trước. Ngoài ra theo tổ chức nghiên cứu Go-Vigyan Anusandhan Kendra, khoảng 30 loại thuốc có thể được làm ra từ nguyên liệu nước tiểu bò cái. Trung tâm này cho biết họ tiêu thụ 25.000 lít nước tiểu bò mỗi tháng và đã sử dụng nguyên liệu này làm thuốc cho 1,2 triệu bệnh nhân trong 2 thập kỷ qua. Sản phẩm này đã được dùng để chữa trị cho mọi loại bệnh nhân, từ ung thư cổ tử cung đến rối loạn nội tiết hay tiểu đường.
Việc sử dụng nước tiểu bò để chữa bệnh nhiều người cho rằng được người Mỹ cấp bằng sáng chế cho nước tiểu bò chưng cất (bằng sáng chế số 6 410 059 và 6 896 907). Nó có tác dụng chống ung thư, đặc tính chống vi khuẩn, chống nấm và oxy hóa. Nó có tính miễn dịch cao, rất hữu ích cho các bệnh nhân mắc phải chứng uy giảm miễn dịch. Việc phân tích nước tiểu bò đã chỉ ra rằng nó có chứa nitơ, lưu huỳnh, phosphor, natri, mangan, acid carbolic, sắt, silic, clo, magiê, melci, citric, titric, succinic, muối calci, Vitamin A, B, C, D, E, khoáng chất, lactose, men, creatinine và kích thích tố. 

## Nguy cơ
Một vấn đề đang gây nhiều tranh cãi hiện nay là liệu nước tiểu bò và những phụ phẩm từ loài bò có là nơi ẩn nấp các nguồn dịch bệnh hay không. Giáo sư Navneet Dhand của trường đại học Sydney, một chuyên gia về thú y và dịch tễ học cho rằng Loại chất lỏng này có thể là nơi nuôi dưỡng các mầm bệnh nguy hiểm, Ấn Độ đang đối mặt với ba loại bệnh có nguy cơ lây nhiễm cao sang người từ nước tiểu của những con bò nhiễm bệnh.
Đầu tiên là loại bệnh Leptospira của bò có thể gây viêm màng não và suy gan ở người. Tiếp đến là loại bệnh Brucellosis từ bò có thể gây viêm khớp cho người, theo đó là sịch sốt Q-fever của bò có thể gây viêm phổi và viêm tim mãn tính cho người. Nhiều người cho rằng sự gia tăng số lượng người uống nước đái bò trong thời gian gần đây có thể xuất phát từ một chiến dịch của các lãnh tụ tinh thần. Trung tâm y tế Cow Urine Therapy Health Clinic không đồng ý với quan điểm trên và cho rằng nước tiểu bò không gây hại cho con người. 

## Thị trường

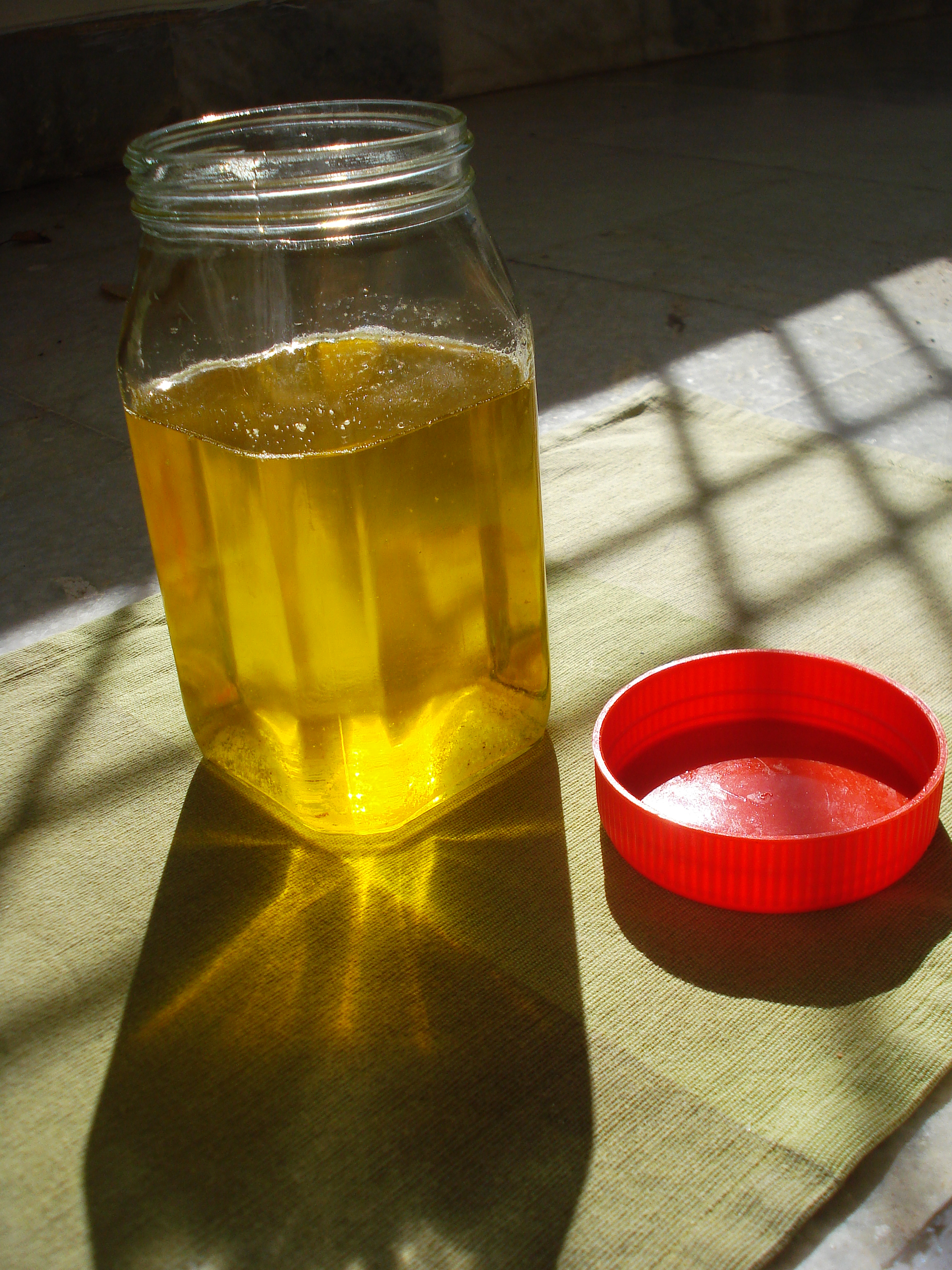
Một sản phẩm chưng cất nước tiểu bò để bày bán trên thị trường

Tại Ấn Độ, nước tiểu bò bán rất chạy, chạy hơn cả sữa bò. Sản phẩm nước tiểu chưng cất từ bò cái đang được bán khá chạy tại Ấn Độ và thậm chí có phần ngang ngửa mặt hàng sữa bò. Hàng ngày những người tại một trang trại Ấn Độ đều phải hứng nước tiểu của bò và ông chủ của không muốn bị lãng phí một giọt nào. Mỗi ngày, những nhân viên của trang trại tại Bulandshahr thu thập được khoảng 15-20 lít nước tiểu bò, đây cũng là một yếu tố góp phần làm tăng nhu cầu sử dụng loại sản phẩm đặc biệt này.
Việc thu thập nước tiểu bò không hề dễ dàng. Phần lớn các nhân viên nông trại sử dụng kinh nghiệm của riêng mình nhằm xác định khi nào con bò sẽ đi tiểu và thu thập chúng. Điều này đòi hỏi sự kiên trì chờ đợi cũng như nắm vững những tập tính của từng đàn bò. Các nhân viên dựa vào sự di chuyển của chúng và cố gắng xác định, khi một cái đuôi nâng lên hay ngồi xổm xuống có thể là dấu hiệu cho đợt thu hoạch. Sau khi nhân viên thu thập nước tiểu thô từ bò cái, chiến lợi phẩm hăng mùi sẽ được tinh chế, sau đó được cho vào dụng cụ chưng cất để loại bỏ tạp chất và chưng cất, chế biến thành dạng bột hoặc dạng lỏng cô đặc nhằm cung cấp cho các thị trường thuốc truyền thống, cho nhiều nhà sản xuất thuốc và dược thảo truyền thống, hay những người theo đạo Hindu..
Thương hiệu địa phương Patanjali Ayurveda thường xuyên sử dụng nước tiểu bò làm nguyên liệu sản xuất các loại sản phẩm tiêu dùng, từ xà phòng cho tới thuốc nam lại đang trở thành một đế chế mới trong ngành tiêu dùng Ấn Độ, thách thức những thương hiệu quốc tế như Colgate-Palmolive, Unilever và Nestle. Một trong những mặt hàng bán chạy nhất của Patanjali là nước lau nhà làm từ nước tiểu bò Gaunyle. Mỗi ngày công ty bán được khoảng 20 tấn Gaunyle nhưng vẫn chưa đủ để đáp ứng nhu cầu thị trường. Sản phẩm nước tiểu bò chưng cất.
Có người chi 150.000 rupee/ngày để mua loại nguyên liệu thô này, thứ mà công ty Patanjali Ayurveda của ông dùng để làm xà phòng, chất tẩy uế đến thần dược. Sản phẩm bán chạy nhất của hãng Patanjali Ayurveda là nước lau sàn làm từ nước tiểu Gaunyle, Chuẩn bị 2 tấn Gaunyle mỗi ngày nhưng vẫn không đủ đáp ứng nhu cầu. Những người ủng hộ "ayurveda", hệ thống chữa bệnh tổng thể được phát triển từ hàng ngàn năm trước ở quốc gia Nam Á, cho biết nước tiểu hay "gomutra" của bò Ấn Độ có đặc tính trị liệu và tốt cho sức khỏe.
Jains Cow Urine Therapy Health Clinic, đơn vị mua 25.000 lít nước tiểu bò mỗi tháng, cho hay trung tâm đã và đang dùng nhiều loại thuốc có nguồn gốc từ nước tiểu bò trên 1,2 triệu bệnh nhân trong hai thập niên qua, điều trị từ bệnh ung thư đến các bệnh rối loạn nội tiết, chẳng hạn như tiểu đường. Trung tâm Cow Urine mỗi ngày có khoảng 4000 đơn đặt hàng online từ các bệnh nhân đối với sản phẩm thuốc từ nước tiểu bò. Hãng cũng ước tính mỗi chú bò đem về khoảng 1.200 Rupee/tháng nhờ nước tiểu của mình, một nguồn thu khá lớn để các ông chủ trang trại duy trì việc chăn nuôi. Hiện mỗi lít nước tiểu bò chưng cất được bán với giá 80-100 Rupee tương đương 1,2 đến 1,5 USD, mỗi lít ở Ấn Độ.
Dẫu vậy, việc nước tiểu bò được tiêu thụ tốt là chưa đủ với nhiều chủ trang trại để tiếp tục chăm sóc cho những con bò già và ốm yếu. Do vậy, chi phí chăm sóc cho một con bò già không còn sữa là quá cao kể cả khi nước tiểu của chúng được ưa chuộng, nước tiểu bò được tiêu thụ mạnh chưa là lý do đủ thuyết phục các chủ trang trại tiếp tục nuôi nhiều chú bò già, ốm yếu. Tuổi thọ bình quân của một con bò là 15 năm và chúng ngừng sản xuất sữa rất nhiều năm trước khi chết. Nước tiểu của bò bản địa Ấn Độ được người Hindu xem là thiêng liêng và là món hàng nóng. Việc này diễn ra một phần lớn cũng nhờ Thủ tướng Ấn Độ Narendra Modi, người áp dụng nhiều chương trình trong hai năm qua để bảo vệ động vật sản xuất sữa, hỗ trợ các ngành công nghiệp có nguồn gốc từ chất thải những loại động vật này.